# From A Room: Volume 1
| Совокупная оценка    | Совокупная оценка |
| Источник             | Оценка            |
| -------------------- | ----------------- |
| Metacritic           | 81/100            |
| Оценки критиков      |                   |
| Источник             | Оценка            |
| AllMusic             | [ 3 ]             |
| Consequence of Sound | B                 |
| The Independent      | [ 5 ]             |
| The Irish Times      | [ 6 ]             |
| Paste                | 8.1/10            |
| Pitchfork            | 7.6/10            |
| PopMatters           | 8/10              |
| Rolling Stone        | [ 10 ]            |
| Spectrum Culture     | [ 11 ]            |
| Uncut                | 8/10              |

From A Room: Volume 1 — второй студийный альбом американского кантри-певца и автора-исполнителя Криса Стэплтона, изданный 5 мая 2017 года на студии Mercury Nashville. Премия Grammy Award в категории Лучший кантри-альбом

## История
Музыкальной темой From A Room: Volume 1 стали кантри, блюз и рутс-рок. Трек «Broken Halos», написанный Стэплтоном и Mike Henderson, описан критиками как мультижанровая песня, сочетающая в себе кантри-рок и фолк-рок.
Альбом вышел 5 мая 2017 года на лейбле Mercury Nashville. Стэплтон был соавтором почти всех песен и сопродюсером альбома вместе с Дэйвом Коббом.

## Отзывы
Альбом получил в целом положительные отзывы музыкальных критиков и интернет-изданий: Metacritic, Rolling Stone, Paste, Billboard, The New York Times, AllMusic, Newsday.
Олег Котьяр из интернет-журнала «Кантри Музыка и Стиль» написал, что «Проникновенный и раздирающий душу вокал не оставляет слушателя равнодушным»
Журнал Rolling Stone назвал диск 9-м лучшим альбомом первого полугодия 2017, а журнал Billboard также включил диск в список 50 лучших альбомов полугодия.

### Итоговые списки
| Издание                     | Список                                       | Ранг      | Ссылки |
| --------------------------- | -------------------------------------------- | --------- | ------ |
| Billboard                   | 50 Best Albums of 2017                       | 22        | [ 25 ] |
| Entertainment Weekly        | The 25 Best Albums of 2017                   | 9*        | [ 26 ] |
| Rolling Stone               | 50 Best Albums of 2017                       | 30        | [ 27 ] |
| Rolling Stone               | 40 Best Country and Americana Albums of 2017 | 4         | [ 28 ] |
| The San Diego Union-Tribune | The Best Albums of 2017                      | 5*        | [ 29 ] |
| Stereogum                   | The 10 Best Country Albums of 2017           | 6*        | [ 30 ] |
| Uproxx                      | The Best Country Albums of 2017              | 13        | [ 31 ] |
| Variety                     | The 20 Best Albums of 2017                   | no order* | [ 32 ] |
| Vinyl Me, Please            | The 30 Best Albums of 2017                   | 29*       | [ 33 ] |

*Вместе с From A Room: Volume 2

## Награды и номинации
| Год  | Награда                          | Категория                 | Результат | Ссылки |
| ---- | -------------------------------- | ------------------------- | --------- | ------ |
| 2017 | Country Music Association Awards | Album of the Year         | Победа    | [ 34 ] |
| 2017 | American Music Awards            | Favorite Country Album    | Номинация | [ 35 ] |
| 2018 | Grammy Awards                    | Best Country Album        | Победа    | [ 15 ] |
| 2018 | Academy of Country Music Awards  | Album of the Year         | Победа    | [ 36 ] |
| 2018 | iHeartRadio Music Awards         | Country Album of the Year | Победа    | [ 37 ] |

## Синглы
Песня «Either Way» была запущена на кантри-радио 8 мая 2017 года и стала первым синглом с альбома.

## Коммерческий успех
From A Room: Volume 1 дебютировала на позиции № 2 в американском хит-параде Billboard 200 с тиражом 219,000 единиц, из которых 202,000 истинных альбомных продаж, что стало высшим для Стэплтона показателем продаж для дебютной недели. Альбмо также дебютировал на первом месте в чарте Top Album Sales.. К августу 2017 года тираж диска достиг 474,300 копий в США, это лучший показатель года среди всех кантри-альбомов, а на втором месет идёт первый диска Стэплтона Traveller. С тиражом 658,000 копий в США за весь 2017 год (800,000 альбомных эквивалентных единиц), From A Room: Volume 1 стал 6-м бестселлером года в стране, и первым среди кантри-альбомов. К марту 2018 года тираж достиг 734,400 копий в США.
В Канаде альбом также дебютировал на первом месте Canadian Albums Chart.

## Список композиций
| №                   | Название                                        | Автор(ы)                          | Длительность |
| ------------------- | ----------------------------------------------- | --------------------------------- | ------------ |
| 1.                  | «Broken Halos»                                  | Крис Стэплтон Mike Henderson      | 3:00         |
| 2.                  | «Last Thing I Needed, First Thing This Morning» | Gary P. Nunn Donna Sioux Farar    | 4:15         |
| 3.                  | «Second One to Know»                            | Стэплтон Henderson                | 2:56         |
| 4.                  | «Up to No Good Livin'»                          | Стэплтон Casey Beathard           | 4:05         |
| 5.                  | «Either Way»                                    | Стэплтон Tim James Kendall Marvel | 4:08         |
| 6.                  | «I Was Wrong»                                   | Стэплтон Craig Wiseman            | 3:11         |
| 7.                  | «Without Your Love»                             | Стэплтон Henderson                | 3:51         |
| 8.                  | «Them Stems»                                    | Стэплтон Jimmy Stewart Shawn Camp | 3:00         |
| 9.                  | «Death Row»                                     | Стэплтон Henderson                | 4:03         |
| Общая длительность: | Общая длительность:                             | Общая длительность:               | 32:49        |

## Чарты
| Чарт (2017)                        | Высшая позиция |
| ---------------------------------- | -------------- |
| Австралия (ARIA)                   | 20             |
| Бельгия/Фландрия (Ultratop)        | 189            |
| Нидерланды (Album Top 100)         | 79             |
| Канада (Canadian Albums Chart)     | 1              |
| Ирландия (IRMA)                    | 37             |
| Новая Зеландия (RMNZ)              | 32             |
| Шотландия (Scottish Albums Chart)  | 10             |
| Великобритания (UK Albums Chart)   | 22             |
| США Billboard 200                  | 2              |
| США Top Country Albums (Billboard) | 1              |

| Чарт (2017)            | Позиция |
| ---------------------- | ------- |
| США Billboard 200      | 28      |
| США Top Country Albums | 2       |

## Сертификация
| Регион | Сертификация | Продажи             |
| --- | ------------ | ------------------- |
| Канада (Music Canada) | Золотой      | 40,000^             |
| США (RIAA) | Платиновый   | 1,000,000 / 942,000 |
| ^ Данные о тиражах приведены только на основе сертификации. · Данные о продажах + прослушиваниях приведены только на основе сертификации. |              |                     |